# Ficinia elatior
Ficinia elatior är en halvgräsart som beskrevs av Margaret Rutherford Bryan Levyns. Ficinia elatior ingår i släktet Ficinia och familjen halvgräs. Inga underarter finns listade i Catalogue of Life.